# 京成電鉄茨城ホールディングス
京成電鉄茨城ホールディングス株式会社（けいせいでんてついばらきホールディングス、英: Keisei Electric Railway Ibaraki Holdings Co.,Ltd.）は、茨城県水戸市に本社を置く、京成グループの茨城県内における事業を統括する中間持株会社。京成電鉄の完全子会社。
本項では子会社である京成タクシー茨城株式会社についても記述する。

## 概要
2024年（令和6年）以降、京成グループはグループ企業の再編を順次進め、東京都下および千葉県下においてはバス事業とタクシー事業を各事業別に再編し、それぞれ中間持株会社の京成電鉄バスホールディングスと京成電鉄タクシーホールディングスを設立して経営を管理する体制を敷くこととした。これらとは別に、茨城県下においては地域に根ざすべく、業種・業態の垣根を越えて「京成電鉄茨城ホールディングス」が経営を管理する体制を構築することとなった。

## 傘下企業
- 関東鉄道 - 鉄道事業・バス事業
  - 関鉄観光バス - 貸切バス事業
  - 関鉄筑波商事
  - 鹿島鉄道
  - 関鉄自動車工業
  - 関東情報サービス
  - 常総産業
- 京成タクシー茨城 - タクシー事業
- 筑波観光鉄道 - 鉄道事業（ケーブルカー・ロープウェイ）
  - 筑波山京成ホテル
- 京成ホテル - ホテル事業
- 京成百貨店 - 百貨店事業

## 京成タクシー茨城
京成タクシー茨城株式会社（けいせいタクシーいばらき）は、茨城県つくば市に本社を置く京成グループのタクシー事業者。京成電鉄茨城ホールディングスの完全子会社。
京成タクシーホールディングス（2025年2月時点）の傘下企業では唯一茨城県内に本社を置いていた「京成タクシー北相」と、茨城県内で同じ京成グループに属する関東鉄道グループ系列のタクシー事業者3社（関鉄水戸タクシー・関鉄ハイヤー・関鉄タクシー）が、京成タクシー北相を存続会社として合併・事業統合し、親会社を京成電鉄茨城ホールディングスとした上で京成タクシー茨城に改称し発足した。
なお、本社機能はつくば学園営業所（つくば市梅園、旧：関鉄タクシーつくば学園営業所）に置かれているが、登記上の本店は取手営業所の所在地（取手市白山、旧：京成タクシー北相）となっている。

### 事業所
すべて茨城県内に所在。
| 交通圏   | 営業所名              | 所在地                     | 備考                                            |
| -------- | --------------------- | -------------------------- | ----------------------------------------------- |
| 県南     | 本店 取手営業所       | 取手市白山5-13-8           | 旧・北相タクシー→京成タクシー北相（本社）       |
| 県南     | 本社 つくば学園営業所 | つくば市梅園2-1-9          | 旧・関鉄土浦タクシー→関鉄タクシー（つくば学園） |
| 県南     | 石岡営業所            | 石岡市府中1-2-6            | 旧・関鉄ハイヤー（本社）                        |
| 県南     | 守谷営業所            | 守谷市本町383              | 旧・関鉄県南タクシー→関鉄タクシー（本社）       |
| 県南     | 牛久営業所            | 牛久市田宮町1066           | 旧・関鉄県南タクシー→関鉄タクシー（牛久）       |
| 水戸県央 | 水戸営業所            | 水戸市城南2-7-17           | 旧・関鉄水戸タクシー（本社および泉町）          |
| 水戸県央 | 笠間営業所            | 笠間市下市毛字稲荷林281-13 | 旧・関鉄水戸タクシー（笠間）                    |
| 水戸県央 | 友部営業所            | 笠間市平町2481-7           | 旧・関鉄ハイヤー（友部）                        |
| 県西     | 水海道営業所          | 常総市水海道山田町1502-19  | 旧・関鉄県南タクシー→関鉄タクシー（水海道）     |

### 沿革
京成タクシー北相
- 1957年（昭和32年）12月19日 - 「北相タクシー株式会社」設立
- 2019年（平成31年）3月1日 - 京成グループのタクシー事業再編に伴い「京成タクシー北相」に名称変更、京成タクシーホールディングスが親会社となる。

関鉄タクシーグループ
- 1965年（昭和40年）10月 - 関鉄常総タクシー設立
- 1966年（昭和40年）6月 - 「関鉄水戸タクシー」設立
- 1971年（昭和45年）11月 - 関鉄取手タクシー、関鉄県南タクシー設立
- 1987年（昭和62年）5月 - 関鉄土浦タクシーが京成観光タクシーと合併
- 2009年（平成21年）3月 - 関鉄県南タクシーが関鉄常総タクシーと関鉄取手タクシーを吸収合併
- 2012年（平成24年）6月 - 関鉄水戸タクシーが関鉄笠間ハイヤーを吸収合併
- 2021年（令和3年）2月 - 関鉄県南タクシーが関鉄土浦タクシーと合併、「関鉄タクシー」に名称変更

京成タクシー茨城
- 2025年（令和7年）3月1日 - 京成タクシー北相と、関鉄水戸タクシー・関鉄ハイヤー・関鉄タクシーが、茨城県内のタクシー事業の統合を目的として京成タクシー北相を存続会社として合併・事業統合、親会社を京成電鉄茨城ホールディングスとした上で「京成タクシー茨城」に改称し発足した。